# Oupaï
Oupaï (ou Oupay) est une localité du Cameroun située dans le département du Mayo-Tsanaga et la Région de l'Extrême-Nord, à proximité du mont Oupay et de la frontière avec le Nigeria. Elle fait partie de l'arrondissement de Mayo-Moskota et du canton de Moskota.

## Population
En 1966-1967, la localité comptait 1 700 habitants, des Mafa.
Le recensement de 200 a distingué deux villages, dénombrant 2 467 personnes à Oupaï Kirbi et 1 880 à Oupaï Manak.